# Energia nucleare in Polonia
In Polonia non sono in funzione reattori commerciali a scopo energetico, ma è in discussione la costruzione del primo reattore.

## Storia
La Polonia aveva negli anni '80 quattro reattori VVER440 in costruzione presso la centrale di Żarnowiec, ma i cantieri furono cancellati nel 1990 ed i componenti venduti. Il sito è però rimasta un'importante sito per 1760 MW di capacità.

## Programma nucleare attuale
È in discussione da alcuni anni l'inizio del programma nucleare per elettrogenerazione polacco per ridurre le emissioni di anidride carbonica in atmosfera, visto che quasi tutta l'elettricità nazionale viene prodotta da centrali a carbone. Nel 2005 il governo polacco decise una diversificazione delle fonti di elettrogenerazione con il primo impianto in funzione per il 2020; uno studio di fattibilità del 2006 suggerì che 11,5 GW di capacità nucleare sarebbero ottime per la Polonia, ma impossibile a realizzarsi nel medio termine. Si prevede infatti un aumento della domanda di elettricità, previsto per il 2025 attorno al 90% rispetto ai livelli attuali, che se sopperito tramite carbone, comporterebbe un grande inquinamento atmosferico.
| Località    | Punti |
| ----------- | ----- |
| Żarnowiec   | 65.06 |
| Klępicz     | 59.09 |
| Kopań       | 55.08 |
| Nowe Miasto | 55.03 |
| Bełchatów   | 53.01 |
| Nieszawa    | 52.00 |
| Tczew       | 51.08 |
| Choczewo    | 51.00 |
| Połaniec    | 49.07 |
| Chotcza     | 49.06 |

La compagnia elettrica di stato Polska Grupa Energetyczna (PGE), ha annunciato nel gennaio 2009 un piano per costruire due centrali nucleari della capacità di 3000 MW ognuna, una nel nord ed una nell'est della Polonia, individuando inizialmente nel non completato impianto di Żarnowiec il primo sito, stimando un costo di 2500-3000€/kW per il progetto. La strategia di sicurezza energetica, approvata dal governo polacco nel gennaio 2009 mirava a una coppia di impianti da costruire dalla PGE, con la prima entro il 2020, e deterrebbe il 51% dei progetti come parte di un consorzio con partner stranieri. Un piano in quattro fasi prevede un quadro normativo nel 2010, il sito, la tecnologia e le modalità di costruzione per il 2011-13, i piani tecnici e le opere del sito 2014-15, e la costruzione 2016-20. Per la fase di scelta del sito venne stilata una lista di varie località a cui è stato attribuito un punteggio in varie a vari fattori della PGE, lista che verrebbe successivamente messa a votazione per la determinazione finale dei siti, questi sono: Bełchatów, Choczewo, Chotcza, Klępicz, Kopań, Nieszawa, Nowe Miasto, Połaniec, Tczew, Żarnowiec.
Nel novembre 2009 Francia e Polonia hanno siglato una dichiarazione congiunta su energia, ambiente e clima; la Francia assisterà la Polonia nella costruzione di impianti nucleari. La PGE poi firmato un accordo per lavorare con EDF per indagare utilizzando la tecnologia EPR. Nel marzo 2010 ha siglato un secondo accordo di cooperazione con la GE-Hitachi per la fornitura di tecnologia nucleare, che dovrebbero portare la Polonia a dotarsi di reattori ABWR o ESBWR per i propri futuri impianti.
Il 13 maggio 2011, a poco più di due mesi dal devastante terremoto che ha colpito il Giappone e successivo disastro nucleare, il parlamento polacco ha approvato a larghissima maggioranza la legge che dà il via alla costruzione delle prime centrali nucleari del Paese.

### Anni 2020
Nel 2020 la Polonia ha istituito il “Program polskiej energetyki jądrowej” (Programma dell'energia atomica polacca), il cui principale obiettivo è iniziare la costruzione dei primi reattori entro il 2026 in modo da rendere operativa la prima centrale nucleare tra il 2030 e il 2040.
Dopo le contrattazioni con costruttori francesi, statunitensi e coreani, si è stabilito a fine ottobre 2022 che la prima centrale sarà costruita dagli statunitensi, la costruzione dovrà iniziare nel 2026 e dovrebbe terminare nel 2033. Tuttavia, al posto di costruire 2 centrali con 3 reattori ciascuna ne saranno costruite 3 con 2 reattori ciascuna. La seconda centrale invece sarà di tecnologia coreana come reso pubblico il 31 ottobre 2022, mentre la terza è ancora da definire .

## Produzione di uranio
La Polonia non è attualmente un produttore di uranio, benché ne sia stato un produttore in passato, con circa 650 tonnellate totali di metallo estratte. Secondo il "Red Book" del 2007 il paese non ha riserve note di uranio

## Centrali nucleari
Tutti i dati della tabella sono aggiornati a aprile 2010
| Reattori operativi |                    |           |                    |                                    |                                   |                        |
| Centrale | Potenza netta (MW) | Tipologia | Inizio costruzione | Allacciamento alla rete            | Produzione commerciale            | Dismissione (prevista) |
| Totale: 0 reattori per complessivi 0 MW |                    |           |                    |                                    |                                   |                        |
| Reattori in costruzione |                    |           |                    |                                    |                                   |                        |
| Centrale | Potenza netta (MW) | Tipologia | Inizio costruzione | Allacciamento alla rete (previsto) | Produzione commerciale (prevista) | Costo (stimato)        |
| Totale: 0 reattori per complessivi 0 MW |                    |           |                    |                                    |                                   |                        |
| Reattori pianificati ed in fase di proposta |                    |           |                    |                                    |                                   |                        |
| Totale programmati: 6 reattori per complessivi 6.000 MW Totale proposti: 0 reattori per 0 MW                                                                        |                    |           |                    |                                    |                                   |                        |
| Reattori dismessi |                    |           |                    |                                    |                                   |                        |
| Centrale | Potenza netta (MW) | Tipologia | Inizio costruzione | Allacciamento alla rete            | Produzione commerciale            | Dismissione            |
| Nessuno |                    |           |                    |                                    |                                   |                        |
| NOTE: - La normativa in vigore prevede la possibilità di sostituzione e/o aumento del parco reattori al termine del ciclo vitale degli impianti ancora in funzione. |                    |           |                    |                                    |                                   |                        |